# 井上信幸
井上 信幸（いのうえ のぶゆき、1937年（昭和12年）3月12日 - 2023年（令和5年）2月22日）は、日本の政治家。元大分県別府市長。

## 経歴
別府市出身。1959年（昭和34年）日本大学法学部政経学科卒業。
高等学校教師、別府市議会議員、同議長を経て、1995年（平成7年）別府市長に当選した。2003年（平成15年）まで務めた。
2023年2月22日、腎不全のため、死去。85歳没。死没日付をもって正五位に叙された。

## 親族
- 長男：井上英樹（音楽家）[4]